# 一液式ロケット

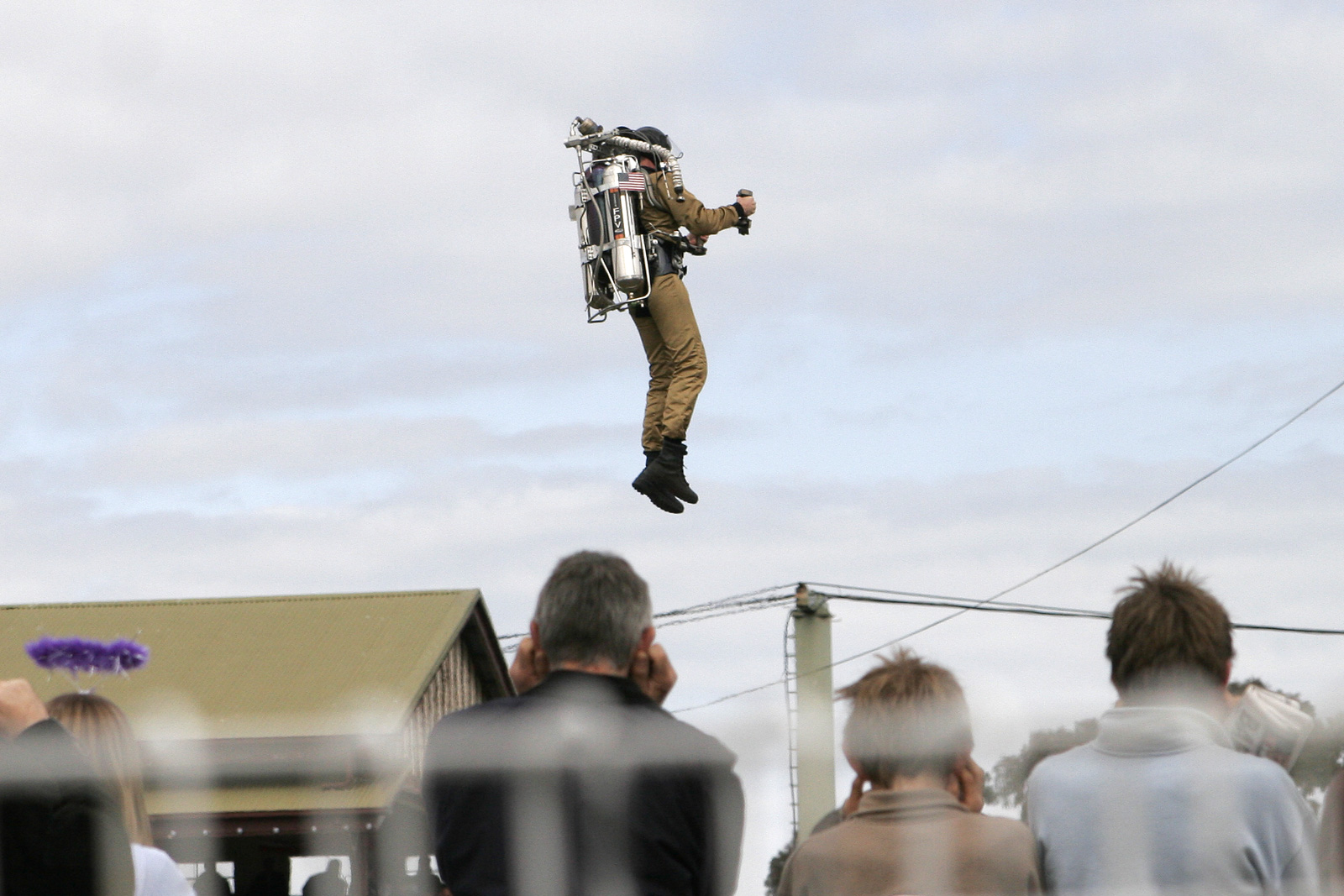
ジェットパックは、過酸化水素の一液式ロケットを使って飛行する。

一液式ロケットまたはモノプロペラントロケット（英: Monopropellant rocket）とは、単一の化学物質を燃料に使用するロケットである。一液式ロケットは化学反応に依存し、反応によって推力を生み出す。推進剤を構成する化学物質の分子の化学結合が解き放たれることにより結合エネルギーに相当するエネルギーが解放され、高温のガスが噴出する事によりその反動で推進する。その特性上推進剤を構成する化学物質は化学的に不安定な物が多く、熱や光、金属等によって容易に分解し、その分解反応は連鎖的に波及する。
通常、燃料は触媒としてスポンジ状の銀や白金を内蔵した反応槽に入れられる。よく使われる燃料としてはヒドラジン（N2H4）がある。最も一般的な触媒としては、粒状のアルミナをイリジウム(一例としてS-405やKC 12 GA)でコーティングしたもの（例えば、Shell-405）がある。ヒドラジンを用いるエンジンには点火装置は不要である。Shell-405 は自発的触媒であり、ヒドラジンは接触しただけで分解し始める。反応は高熱を発し、1000℃のガス（窒素と水素とアンモニアの混合物）を発生する。他の一液式推進剤としては濃度を90%以上にした過酸化水素があり、高温または触媒によって連鎖的に分解する。
亜酸化窒素と炭化水素を混合した常温で貯蔵可能な推進剤もある。ヒドラジン系推進剤とは異なり、腐食性が無く、毒性が低い。
一液式ロケットの多くは、エチレンプロピレンゴムで内張りされたチタンまたはアルミニウム製の球状の燃料タンクが付属する。燃料タンクはヘリウムで加圧されており、燃料は反応槽に押し出される。燃焼室(反応槽)と燃料タンクの間にはポペット弁があり、燃焼室内で分解される。一般に人工衛星には複数の一液式ロケットがあり、それぞれにポペット弁がある。
人工衛星や宇宙探査機の姿勢制御ロケットエンジン(スラスタ)は非常に小さく（直径3センチ以下）、4方向を向いた噴射口をまとめたクラスターとして実装されることが多い。
制御コンピュータ、及び有人宇宙船の場合は操縦席のスイッチ等から、制御装置に指示が送られると、制御装置がソレノイドの電流を制御して、ポペット弁が開きロケット噴射が行われる。一般に噴射は短い（数ミリ秒）。もし空気中で作動した場合金属製の容器に小石をぶつけた様な音がする。長時間の作動では甲高い噴出音がする。
一液式ロケットは他の推進技術に比較して、効率的とは言えないが、単純で信頼性が高いという利点がある。惑星探査機等、高い推力が必要な場合や、高い比推力が必要な場合は、他の推進技術を使う。
DARPAでALASAという一液式ロケットを使用した空中発射式打ち上げシステムが開発中だったが、推進剤の燃焼に問題があり、中止された。

## 太陽熱一液推進器
低軌道上の基地から他の宇宙船へ推進剤を供給する概念では長期間の保管中に気化した水素ガスを太陽熱で加熱する事によって推進に用いる概念が検討されている。
排出される水素は軌道の維持や姿勢制御の両方に用い、同様に限られた燃料により軌道マヌーバや他の宇宙船と燃料を受け取る為のより良いランデブーに使用される推進力を生み出す。
太陽熱一液推進器は同様に次世代の上段ロケットにも取り入れられる事がアメリカのユナイテッド・ローンチ・アライアンス(ULA)によって検討されている。より廉価で対応性に優れ柔軟性がある上段ロケットとしてアドバンスト・コモン・エボルブド・ステージ (ACES)が意図され既存のULAセントールロケットやULAデルタ IVの低温第2段ロケット(DCSS)を更新する事が見込まれる。ACES 統合機体流体の選択肢では一般的なロケットで姿勢制御や軌道維持に用いられるヒドラジンやヘリウムを排除して全て排出される水素を太陽熱一液推進器で賄う事が検討される。